# مسابقات جهانی شنا (۲۵ متر) ۱۹۹۵
مسابقات جهانی شنا (۲۵ متر) ۱۹۹۵ یا مسابقات جهانی شنا کورس کوتاه از ۳۰ نوامبر تا ۳ دسامبر ۱۹۹۵ میلادی در ریو د ژانیرو، برزیل برگزار شده است.

## کشورهای شرکت‌کننده
در این مسابقات ۳۵۰ شناگر از ۵۷ کشور جهان حضور داشته‌اند: